# أبل هوم
ابل هوم (بالإنجليزية: Apple Home) هي منصة منزلية ذكية طورتها شركة أبل تتيح للمستخدمين تكوين الأجهزة الذكية والتواصل معها والتحكم فيها باستخدام أجهزة أبل. تتواصل أبل هوم مع الأجهزة باستخدام هومكيت، إطار العمل البرمجي وبروتوكول الاتصال الذي طورته أبل، ومعيار المادة المفتوح. من خلال تصميم الغرف والعناصر والإجراءات في أبل هوم، يمكن للمستخدمين تمكين الأتمتة في المنزل من خلال أمر صوتي إلى سيري أو من خلال تطبيق أبل هوم وتطبيقات الطرف الثالث. باستخدام أبل هوم، يتمكن المطورون من إنشاء تطبيقات معقدة من أجل إدارة الملحقات على مستوى عالٍ.
تتنافس أبل هوم بشكل أساسي مع منصات المنزل الذكي من أمازون وجوجل. اعتبارًا من عام 2024، أدرجت أبل أكثر من 1000 جهاز متوافق مع أبل هوم، مقارنة بـ 10000 لجوجل و 85،000 لأمازون.

## نظرة عامة

### هومكيت القياسي
تم تقديم إطار عمل هومكيت من أبل على أجهزة آيفون وآي باد في 17 سبتمبر 2014، مع نظام التشغيل آي أو إس 8. سمح الإطار لتطبيقات الطرف الثالث بالتفاعل مع أجهزة هومكيت باستخدام سيري والسماح بالوصول عن بُعد من خلال مراكز المنزل.
تم إنشاء هومكيت لتسهيل المهام داخل المنزل وتزويد المستخدمين بالطرق والأدوات لتغيير وتكييف بعض قدرات المنزل مع رغباتهم المحددة. يدير هومكيت الأجهزة المنزلية المتصلة من خلال بروتوكول ملحق هومكيت. يتم إرسال الرسائل من هومكيت باستمرار إلى الأجهزة التي تعمل بالطاقة، والتي تتضمن حقولاً تتعرف على الملحق المحدد والفئة التي ينتمي إليها. تحتوي كل فئة على رمز يستخدم لتحديد ماهية الجهاز. كما يتم تحديده باستخدام رقم الحالة العالمي (GSN). يزداد هذا الرقم في كل مرة يتم فيها تغيير حالة الملحق. مثل معظم أجهزة أبل، يتم استخدام بروتوكولات استمرارية أبل. تتكون بروتوكولات الاستمرارية من تقنيات لاسلكية، مثل بلوتوث وواي فاي. يمكن إجراؤها من خلال الاتصال من جهاز إلى جهاز.
يستخدم هومكيت بروتوكولات واي فاي وبلوتوث وثريد للتواصل مع الأجهزة. يتعين على مصنعي الأجهزة التي تدعم هومكيت التسجيل في برنامج إم إف آي. كما قدمت أبل سابقًا وثائق لإنشاء ملحقات هومكيت غير التجارية لأي عضو في برنامج مطور أبل. في البداية، كان مطلوبًا من جميع المنتجات المستندة إلى هومكيت تضمين معالج تشفير مساعد. تم تغيير هذا المتطلب الأخير لاحقًا في آي أو إس 11، والذي أضاف دعمًا للمصادقة القائمة على البرامج. يمكن تمكين المعدات المصنعة بدون دعم هومكيت للاستخدام من خلال منتج بوابة، مثل جسر يربط هذه الأجهزة بخدمة هومكيت.

### معيار المادة
في 18 ديسمبر 2019، أعلنت شركة أبل أنها ستعمل بشكل وثيق مع سامسونج وأمازون وجوجل لإنشاء معيار مفتوح لأتمتة المنزل الذكي يسمى المادة. يهدف المادة إلى تقليل التجزئة عبر البائعين المختلفين، وتحقيق التوافق بين أجهزة المنزل الذكي ومنصات إنترنت الأشياء (IoT) من مزودين مختلفين. تأخر المشروع إلى خريف 2022 بسبب «الاهتمام غير المسبوق» من قبل تحالف معايير الاتصال (CSA). تم نشر الإصدار 1.0 من المادة في 4 أكتوبر 2022. تم دعم المادة في أبل هوم منذ آي أو إس 16.1 وشوكه.

## تطبيق هوم
تم تقديم تطبيق هوم، الذي يوحد جميع الأجهزة في تطبيق واحد، على أجهزة آيفون وآي باد في 13 سبتمبر 2016، مع نظام التشغيل آي أو إس 10، وعلى ساعات ساعة أبل مع ووتش أو إس 3. أضاف التطبيق أيضًا دعمًا للأتمتة باستخدام مركز منزلي، ومشاهد مبرمجة مسبقًا يمكنها ضبط أجهزة متعددة باستخدام أمر واحد. يمكن أيضًا إضافة تبديلات هوم إلى مركز التحكم، مما يسمح بالتحكم في الأجهزة المتصلة دون الحاجة إلى استخدام سيري أو فتح تطبيق هوم. تم تقديم تطبيق هوم على أجهزة Mac مع ماك أو إس 10.14 موهافي، والذي تم إصداره في 24 سبتمبر 2018.
مع إطلاق أنظمة تشغيل أبل في عام 2022، بما في ذلك آي أو إس 16 وماك أو إس فينتورا، تلقى هوم إعادة تصميم رئيسية لجعل التطبيق أسهل في التنقل، ويسمح للمستخدمين بالترقية إلى بنية جديدة أعيد بناؤها من الألف إلى الياء لتكون أكثر كفاءة للمستخدمين الذين لديهم أجهزة أبل هوم متعددة. بمجرد ترقية المنزل إلى البنية الجديدة، لم يعد بإمكان الأجهزة التي تستخدم أنظمة تشغيل أقدم الوصول إلى تطبيق هوم. جلب آي أو إس 18 إمكانية وصول الضيف، وفتح الأقفال بدون استخدام اليدين، وتكامل استخدام الكهرباء داخل التطبيق، والقدرة على فتح الأقفال باستخدام الوضع السريع مع آيفون الذي نفدت بطاريته.

### أبل تي في وهوم بود
يمكن لأجهزة أبل تي في من الجيل الرابع والإصدارات الأحدث التحكم في أجهزة أبل هوم باستخدام أوامر سيري الصوتية. أضاف تي في أو إس 14،. الذي تم إصداره في 16 سبتمبر 2020، التحكم المباشر في الأجهزة في مركز التحكم وموجزات الكاميرا ومراقبة الصورة داخل الصورة لكاميرات الأمان التي تدعم هومكيت.
دعمت هوم بود خدمة أبل هوم عند إطلاقها في فبراير 2018، كما فعلت هوم بود ميني في عام 2020. تفتقر هذه الأجهزة إلى واجهة مستخدم رسومية للتحكم في أجهزة أبل هوم وتستخدم بدلاً من ذلك أوامر صوتية من سيري. لا يمكن لأجهزة هوم بود ولا أجهزة أبل تي في إلغاء قفل الأجهزة الآمنة مثل الأقفال أو فتحها.

#### مراكز هوم
اعتبارًا من آي أو إس 16، يتم دعم أجهزة أبل تي في (الجيل الرابع أو الأحدث) وجميع مكبرات الصوت من عائلة هوم بود بالكامل كمراكز منزلية للتحكم في أجهزة أبل هوم عن بُعد، ومنح وصول الضيوف، وإعداد الأتمتة. تدعم هوم بود ميني والجيل الثاني من هوم بود
وأبل تي في 4 كي (الجيل الثاني والإصدارات الأحدث) الشبكات الخيطية. تدعم هوم بود ميني والجيل الثاني من هوم بود الأتمتة القائمة على درجة الحرارة والرطوبة. قبل آي أو إس 18، كان تطبيق هوم يحدد مركز المنزل تلقائيًا.
تم دعم أجهزة آي باد كأجهزة مركزية منزلية بدءًا من نظام التشغيل آي أو إس 10 ولكن تم التخلص منها تدريجيًا مع نظام التشغيل آي باد أو إس 16؛ لا تدعم أجهزة آي باد أجهزة المادة ولن تعمل كأجهزة مركزية منزلية في المنازل التي تمت ترقيتها إلى البنية الجديدة التي تم تقديمها في نظام التشغيل آي أو إس 16، ولكنها تحتفظ بجميع الوظائف المقدمة قبل نظام التشغيل آي باد أو إس 16. يدعم الجيل الثالث من أبل تي في فقط الوصول عن بُعد والأتمتة المدعومة قبل نظام التشغيل آي أو إس 10.

## معايير أخرى

### أجهزة توجيه هومكيت الآمنة
تم تقديم أجهزة توجيه هومكيت الآمن في عام 2019 وتسمح للمستخدمين بتقييد وصول أجهزة هومكيت إلى الشبكة، مما يقلل من نقاط الضعف المحتملة. تعمل أجهزة التوجيه المعتمدة من قبل البرنامج على تقييد وصول الأجهزة إلى الخدمات أو البيانات غير المصرح بها لتقليل التعرض للتهديدات الإلكترونية المحتملة. بحلول عام 2024، أفادت التقارير أن شركة أبل توقفت عن قبول أجهزة توجيه جديدة في البرنامج.

### فيديو هومكيت الآمن
فيديو هومكيت الآمن عبارة عن واجهة برمجة تطبيقات تم طرحها في عام 2019 توفر خصوصية وأمانًا محسّنين للكاميرات وأجراس الأبواب بالفيديو. فهي تسمح بتشفير الفيديو من الكاميرات المعتمدة وتخزينه بأمان في آي كلاود. كما يمكن للمستخدمين تلقي إشعارات ذكية بناءً على أنشطة محددة، مثل التعرف على الأشخاص أو الحيوانات أو المركبات.

### مفتاح هوم
مفتاح المنزل هو ميزة تم تقديمها في آي أو إس 15 في عام 2021 والتي تسمح لأجهزة الآيفون (إكس إس أو أحدث) وساعات أبل (الإصدار 4 أو أحدث) بفتح قفل ذكي متوافق مع اتصال قريب المدى. يتم تخزين مفاتيح المنزل في تطبيق محفظة أبل ويمكن تخصيصها لاستخدام وضع السريع الذي يسمح بإلغاء القفل دون الحاجة إلى مصادقة المستخدم باستخدام بصمة اللمس أو فيس آي دي. قدم آي أو إس 18 دعمًا لمفاتيح المنزل بدون استخدام اليدين التي تستخدم شريحة النطاق العريض للغاية في أجهزة آيفون (11 أو أحدث، باستثناء طرازات إس إي) وساعات أبل (الإصدار 6 أو أحدث، باستثناء طرازات إس إي) لفتح قفل ذكي تلقائيًا عندما يقترب منه المستخدم.

## الملاحظات
1. ↑  باستثناء جهاز أبل تي في سعة 64 جيجابايت (الجيل الثالث) بدون منفذ إيثرنت.